# 瑙海姆戰役
瑙海姆戰役（法語：Bataille de Nauheim）發生於1762年8月30日，即七年戰爭期间。这场交战因普魯士元帥不倫瑞克親王斐迪南試圖切斷法軍大部隊與法蘭克福的補給線而起，他想透過此戰迫使法軍進一步向萊茵河撤退。8月初，不倫瑞克親王跟隨法軍抵達富尔达的南側，在嘗試切斷法軍主力部隊的補給線時，因孔代親王路易·約瑟夫指揮的支援部隊前來被迫中止，不倫瑞克親王在8月底決定直接進攻孔代親王的部隊，防止兩支法軍的會合。
不倫瑞克親王於8月30日向靠近瑙海姆鎮的孔代親王部隊進攻，該地位於法蘭克福和吉森的中間，攻佔該地能顯著地阻止法軍的戰略。但德意志聯軍在一場迅速的戰鬥中損失為敵軍的三倍，並被迫撤退。不倫瑞克親王在戰役中受重傷，再也沒有活躍於第一線戰場。德意志聯軍不僅沒有切斷法軍的補給線，還成功讓法軍會合。這被證明是個決定性的錯誤，不倫瑞克的軍隊在九月已被法軍驅趕至奥姆河。

## 註腳
1. ↑  Reid 2013，第5頁.
2. 1 2  Castex 2007，第401頁.
3. ↑  Szabo 2013，第410頁.